# 鉄本
『鉄本』（てつもと）は、漫画家によって描き下ろされた、講談社出版の鉄道の「アンソロジーコミック」である。
ルールは、「鉄道の話であること」ただひとつ。実際に漫画家が乗車した列車や鉄道、駅での体験記、取材、旅に基づく漫画であるが、一部実在しない空想の鉄道の漫画もある。内容に関しては、すべて作者にゆだねられている。
実際に乗車した距離は計14,000kmである。

## 執筆陣（50音順）
- 朝倉世界一
- 岩岡ヒサエ
- うえやまとち
- 小田扉
- 梅吉
- 大橋ツヨシ[2]
- カラスヤサトシ
- 樹崎聖
- けらえいこ
- 駒井悠
- シギサワカヤ
- 須賀原洋行
- 曽根富美子
- 田島隆・東風孝広
- とりのなん子
- 錦ソクラ
- 松本英子
- 安田弘之
- 吉田戦車[3]
- 若林健次

## 登場する路線

### JR北海道
- 石勝線
- 根室本線
- 釧網本線
- 宗谷本線
- 石北本線
- 海峡線
- 函館本線
- 室蘭本線
- 千歳線

### JR東日本
- 東北新幹線
- 上越新幹線
- 北陸新幹線
- 五能線
- 山田線
- 岩泉線
- 東海道本線
- 信越本線
- 上越線
- 小海線
- 奥羽本線
- 羽越本線
- 中央本線
- 八高線
- 高崎線
- 水戸線
- 常磐線
- 成田線
- 総武本線
- 外房線
- 内房線

### JR東海
- 東海道新幹線
- 東海道本線
- 飯田線
- 御殿場線

### JR西日本
- 山陽本線
- 氷見線
- 湖西線
- 北陸本線

### JR九州
- 鹿児島本線
- 久大本線
- 豊肥本線
- 肥薩線
- 指宿枕崎線
- 日豊本線

### 第3セクター
- 秋田内陸縦貫鉄道（内陸線）
- 三陸鉄道（北リアス線）
- 東葉高速鉄道（東葉高速線）
- しなの鉄道（しなの鉄道線）
- 万葉線
- 南阿蘇鉄道（高森線）

### 私鉄
- 小田急電鉄（小田原線）
- 富山地方鉄道（富山軌道線、本線、立山線）
- 小湊鉄道（小湊鉄道線）
- 大井川鐵道（大井川本線、井川線）

### 廃線
- 広尾線
- 士幌線
- 深名線
- 美幸線

### 日本国外
- インド（パトナ - コルカタ）

## 登場する主な列車
- こだま
- あさま
- トワイライトエクスプレス
- 富士
- はやぶさ
- あけぼの
- あさかぜ
- 出雲
- 瀬戸
- 明星
- あかつき
- 金星
- さくら
- 草津
- 新宿さざなみ
- ゆふ
- ゆふいんの森
- 九州横断特急
- スーパーおおぞら
- あさぎり
- SL冬の湿原号
- ゆうすげ号（トロッコ列車）

## 漫画で登場する主な駅
原則として冒頭の地図で二重丸表記されているもの。但し、本編描写と明らかな乖離があるものは適宜修正、また近郊区間大回り・時刻表クイズ・廃線めぐり・海外鉄道など「駅」を採り上げている意味合いの薄い企画は除き、逆に全駅制覇企画については地図に無いものも全て記載した。
- 阿仁前田駅
- 十二湖駅
- 千畳敷駅
- 広島駅
- 高岡駅
- 吉久停留場
- 寺田駅
- 立山駅
- 小和田駅
- 大嵐駅
- 豊後森駅
- 由布院駅
- 湯平駅
- 立野駅
- 高森駅
- 西大山駅
- 上白滝駅
- 茅沼駅
- 五井駅
- 猿田駅
- 東葉勝田台駅
- 中里駅
- 岩手刈屋駅
- 浅内駅
- 岩手和井内駅
- 押角駅
- 二升石駅
- 岩泉駅
- 軽井沢駅
- 横川駅
- 金谷駅
- 井川駅
- 尾盛駅
- 閑蔵駅
- 接岨峡温泉駅

## 出版
- ISBN 978-4-06-375880-1（KCDX版）2009年12月22日発行